# Pagoda Shwemawdaw
Pagoda Švemodo (burmansko ရွှေ မော ဓော ဘုရား [ʃwè mɔdɔ pʰəjá]; monščina: ကျာ ် မုဟ် တ [tɕaɪʔmṵtú]) je stupa v Bagu v Mjanmarju. Pogosto se omenja kot tempelj zlatega boga. S 114 metri v višino je najvišja pagoda v državi, čeprav je pagoda Švedagon v Jangonu šteta za najvišjo pagodo v Mjanmarju (98 m). Skupaj s pagodama Švedagon in Čaiktija je najbolj znana monska pagoda. Letni festival pagod je 10-dnevno praznovanje v burmanskem mesecu Tagu. 

## Zgodovina
Pagoda Švemodo je bila prvotno zgrajena okoli 10. stoletja. Nekajkrat je bila zaradi potresov poškodovana, vključno leta 1917 in leta 1930. Odpadli deli pred letom 1917 so ostali, kjer so bili. Izvirna različica pagode je bila približno 70 metrov visoka, domnevno so jo zgradili Moni za dva kodra Budovih las. Domnevno sta kodra osebno darovala dva trgovca, Mahasala in Kulasala, ki sta ju dobila od Bude na potovanju po Indiji. Relikvije zob so bile dodane v pagodo leta 982 in 1385. Dodatne dopolnitve templja so zvon  kralja Damazedija, krona kralja Bajinonga in dežnikasta krona kralja Bodopaje. Sedanja stupa je po najnovejši obnovi visoka 114 metrov in je najvišja v Mjanmarju.

## Struktura
Na terasi okoli stupe so kipi natov in osem svetišč, v katerih budisti molijo. Eno svetišče je za vsak dan v tednu in dve za sredo, ki je razdeljena na dva dela. Vsako svetišče je povezano s planetom v skladu z vzhodno astrologijo. Ljudje molijo v svetišču, ki pripada rojstnemu dnevu.
Pred pagodo leži njen zgornji del, ki je odpadel v uničujočem potresu leta 1917. Okoli pagode so svetišča in bogato okrašeni paviljoni z večstopenjsko pjathatsko streho. Zvon na glavni ploščadi je podaril kralj Damazedi kraljestva Hantavadi v poznem 15. stoletju. Na zvonu so napisi, ki jih je naredil kralj.
V majhnem muzeju so razstavljene stare lesene in bronaste podobe Bude in drugi artefakti, najdeni po potresu leta 1930. Območje Baga je večkrat prizadel močan potres. Leta 1954 je bila obnovljena in povečana na svojo sedanjo višino. Slike pagode po potresu 1930 in obnovi so na ogled v pokritem hodniku, ki vodi do pagode.

## Slike
- Zunanjost pagode Švemodo
- Ostanki po potresu leta 1917
- Švemodo iz Hinta Gone
- Kip v pagodi Švemodo